# Tour de France 2019/21. Etappe
Die 21. Etappe der Tour de France 2019 fand am 28. Juli 2019 statt. Die 128 Kilometer lange Flachetappe begann in Rambouillet und endete in der Avenue des Champs-Élysées in Paris. Der Etappenstart war um 18:05 Uhr am Schloss Rambouillet, der scharfe Start erfolgte um 18:13 Uhr nordwestlich von Rambouillet. Nach der Durchquerung des regionalen Naturparks Haute Vallée de Chevreuse folgten bei Saint-Rémy-lès-Chevreuse und Châteaufort kurz nacheinander die letzten beiden Bergwertungen der Tour. Über Toussus-le-Noble, Vélizy-Villacoublay, Meudon und Issy-les-Moulineaux erreichten die Fahrer Paris. Dem rechten Ufer der Seine folgend, fuhren sie durch den Cour Carrée sowie Innenhof des Palais du Louvre und fuhren an der Glaspyramide vorbei, die ihr 30-jähriges Bestehen feierte. Dann kehrten sie zur Rue de Rivoli und erreichten über den Place de la Concorde den traditionellen Rundkurs auf den Champs-Élysées, der acht Mal befahren werden musste. Auf der dritten Runde wurde der Zwischensprint ausgefahren.

## Rennverlauf
Wie bei der letzten Etappe einer Tour üblich, war die erste Hälfte des Rennens von sehr geringem Tempo geprägt.
Mit Beginn der ersten Schlussrunde erhöhte sich das Tempo. Es konnte sich eine vierköpfige Spitzengruppe aus Omar Fraile, Tom Scully, Nils Politt und Jan Tratnik bilden. Sie konnten zwar einen maximalen Vorsprung von etwa 30 Sekunden herausfahren, wurden aber in der sechsten (Politt und Fraile) und siebten Schlussrunde (Scully und Tratnik) eingeholt. Auf den Schlussrunden hatten die Sprinter Sonny Colbrelli und Michael Matthews – die Mitfavoriten auf den Etappensieg – einen Defekt und mussten wieder ins Feld hineinfahren. Den Massensprint gewann der Australier Caleb Ewan vor den Niederländer Dylan Groenewegen und Italiener Niccolò Bonifazio. Ewan gelang damit sein dritter Tour-Etappensieg 2019, nachdem er bereits die 11. Etappe in Toulouse und 16. Etappe in Nîmes gewonnen hatte.

## Zeitbonus
| Zeitbonus am Etappenziel | Zeitbonus am Etappenziel |
| Fahrer                   | Zeitbonus                |
| ------------------------ | ------------------------ |
| Caleb Ewan (LTS)         | 10 Sekunden              |
| Dylan Groenewegen (TJV)  | 06 Sekunden              |
| Niccolò Bonifazio (TDE)  | 04 Sekunden              |